# Elenore Abbott
Elenore Plaisted Abbott (Lincoln, 1875 – 1935) è stata un'illustratrice, scenografa e pittrice statunitense.
Illustrò le prime edizioni del ventesimo secolo delle “Fiabe del focolare” dei fratelli Grimm, de “Il ragazzo rapito”, di “Robinson Crusoe”, oltre che di altri libri e riviste. Venne istruita nelle tre arti a Filadelfia e a Parigi subendo l’influenza di Howard Pyle. Fu parte di un gruppo di cosiddette “Donne Nuove” che cercò per le donne maggiori opportunità professionali ed educative tramite, ad esempio, la creazione di associazioni professionali di arte come il “Plastic Club” per l’autopromozione delle proprie opere. Fu la consorte di C. Yarnall Abbott, avvocato e artista come lei.

## Biografia

### Gioventù ed educazione

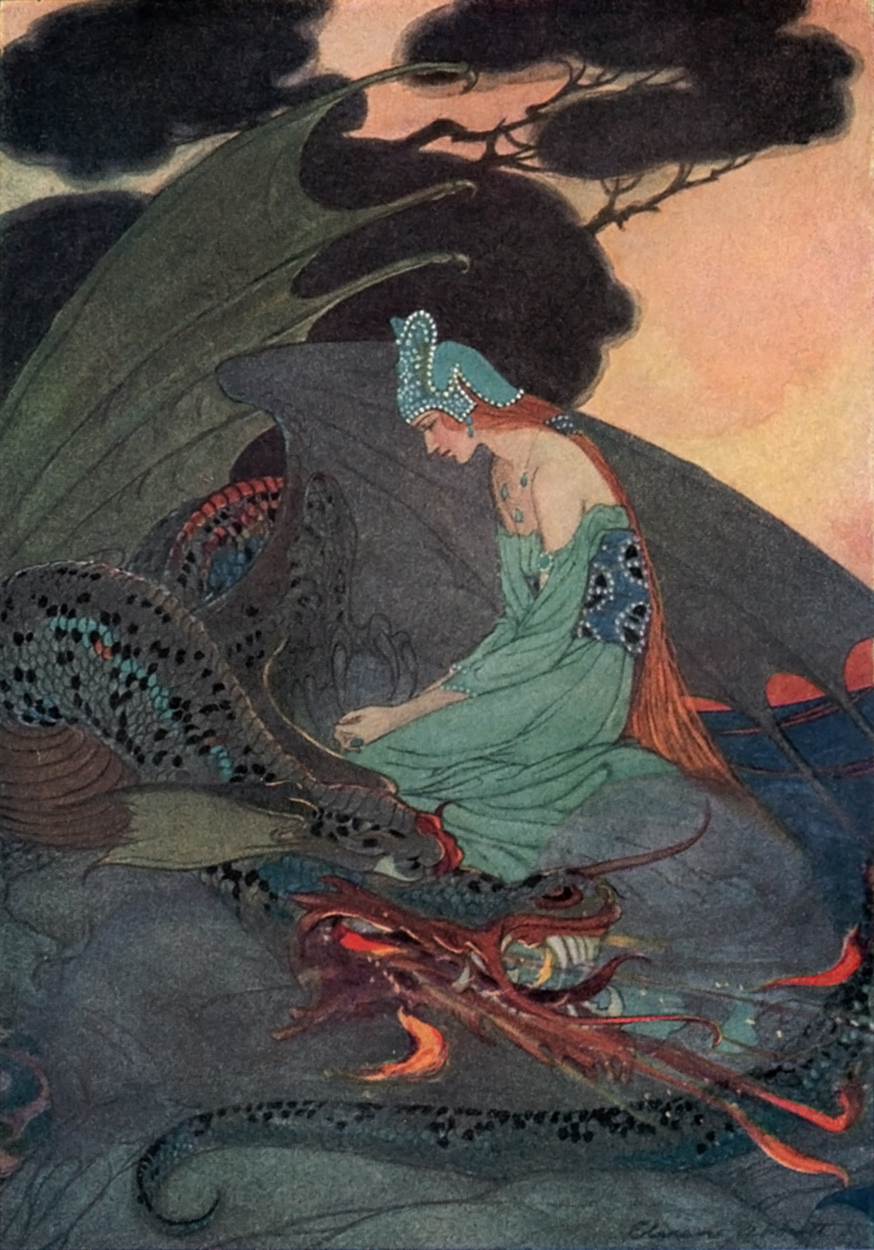
Illustrazione della fiaba I due fratelli di Elenore Abbott.

Elenore nacque a Lincoln nello stato del Maine. Studiò presso la Philadelphia School of Design for Women, presso la Pennsylvania Academy of the Fine Arts e poi a Parigi presso la Académie des beaux-arts dove le sue opere vennero esposte. Abbott ritornò a Philadephia nel 1899. Venne influenzata significativamente da Howard Pyle che fu suo insegnante presso il Drexel Institute; più tardi nella sua vita Elenore dirà di aver creato le proprie opere preferite sotto la sua tutela.

### Carriera
Famosa per le sue illustrazioni, fu anche pittrice di paesaggi e ritratti oltre ad essere stata scenografa lavorando alla produzione dell’Hedgrew Theatre del dramma “The Emperor Jones”. Disegnò le illustrazioni per l’Harper's Magazine, per il Saturday Evening Post e per le riviste della Charles Scribner's Sons. Realizzò inoltre le illustrazioni per libri come “L'isola del tesoro” ed “Il ragazzo rapito” di Robert Louis Stevenson, per “Der Schweizerische Robinson” di Johann David Wyss, per “Una ragazza fuori moda” di Louisa May Alcott e per le “Fiabe del focolare” dei fratelli Grimm.
Fu membro del “Philadelphia Water color Club” e del “Plastic Club”, un’associazione creata da artiste donne per promuovere “l’arte per amore dell’arte”. Altri membri del club furono Jessie Willcox Smith, Violet Oakley, ed Elizabeth Shippen Green. Queste donne vennero si identificarono come “New Woman” (“Donna Nuova”). Quando nel diciannovesimo secolo per le donne le opportunità di ricevere un’educazione aumentarono, le artiste di sesso femminile divennero promotrici di iniziative professionali come la fondazione di associazioni d’arte proprie. Le opere d’arte realizzate da donne erano considerate inferiori e per aiutare a superare quel pregiudizio le artiste iniziarono a diventare «esponenzialmente rumorose e sicure di sé» nella promozione di opere d’arte realizzate da mano femminile; in questo modo divennero parte dell’idea della “Donna Nuova” educata, moderna e più libera. Le artiste «giocarono un ruolo fondamentale nella definizione di Donna Nuova, sia disegnando effettivamente le icone di questo nuovo modello, sia esemplificandolo in primo luogo attraverso le proprie vite». Verso la fine del diciannovesimo secolo e all’inizio del ventesimo circa l’88% degli abbonati di 11 000 fra riviste e periodici erano di sesso femminile. Quando entrarono nelle comunità degli artisti, gli editori iniziarono ad assumere donne che creassero illustrazioni capaci di vedere il mondo attraverso la prospettiva femminile.

### Vita privata
Elenore sposò l’avvocato ed artista C. Yarnall Abbott nel 1898; dal 1911 vissero insieme a Rose Valley (Pennsylvania) in una casa disegnata dal marito con uno studio per sé e per la moglie. Nel 1907 ebbero una figlia che chiamarono Marjorie in omaggio alla zia naturale di Elenore. Quando la zia morì presero con loro le sue figlie Sonya ed Elenore. Elenore Abbott co-fondò la piscina di Rose Valley nel 1928 che fu collocata su un terreno donato dagli Abbott e finanziata con la vendita di alcuni dipinti di Elenore.

## Opere

### Illustrazioni

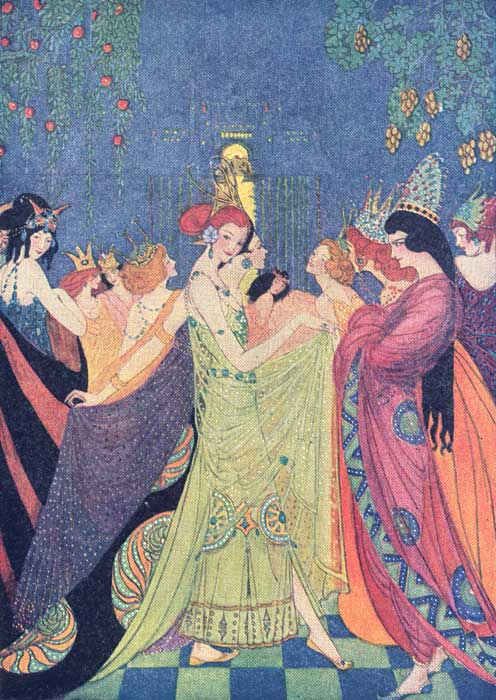
Illustrazione per Grimm's Fairy Tales, 1920.

- Louisa May Alcott, An Old-Fashioned Girl, illustrazioni di Elenore Plaisted Abbott, Boston, Little, Brown and Company, 1926, OCLC 812764542.
- Hans Christian Andersen, Flower Maiden and Other Stories, illustrazioni di Eleanore Abbott, Edward Shenton, 1922.
- Anna Maynard Barbour, That Mainwaring Affair, illustrazioni di Eleanore Abbott, Philadelphia-London, J.B. Lippincott Company, 1901, OCLC 10756052. Ospitato su Internet Archive.
- Jay Cady, The Stake: A Story of the New England Coast, illustrazioni di Eleanore Abbott, Philadelphia, G.W. Jacobs & Company, 1912, OCLC 11337900. Ospitato su Internet Archive.
- Dwight Burroughs, Jack, the Giant Killer, Jr, illustrazioni di Helen Alden Knipe e Elenore Plaisted Abbott, George W. Jacobs, 1907.
- Edward Childs Carpenter, Captain Courtesy: A Tale of Southern California, illustrazioni di Eleanore Abbott, Philadelphia, G.W. Jacobs, 1906. Ospitato su Internet Archive.
- Edward Childs Carpenter, The Code of Victor Jallot: A Romance of Old New Orleans, illustrazioni di Eleanore Abbott, Philadelphia, G.W. Jacobs, 1907. Ospitato su Internet Archive.
- Daniel Defoe, Robinson Crusoe, illustrazioni di Eleanore Abbott, London, 1919.
- Ellen Anderson Gholson Glasgow, The shadowy third, and other stories, illustrazioni di Eleanore Abbott, Garden City (New York), Doubleday, Page & Company, 1923.
- Jacob Grimm, Grimm's Fairy Tales, illustrazioni di Eleanore Abbott, New York, C. Scribner's Sons, 1920.
- Nathaniel Hawthorne, A Wonder Book and Tanglewood Tales, illustrazioni di Eleanore Abbott, Philadelphia, G.W. Jacobs & Company, 1911.
- Elbridge H. Sabin, The Magical Man of Mirth, illustrazioni di Helen Alden Knipe e Elenore Plaisted Abbott, George N. Jacobs, 1910.
- Robert Louis Stevenson, Kidnapped, illustrazioni di Eleanore Abbott, Philadelphia, G.W. Jacobs & Company, 1915, OCLC 333026.
- Robert Louis Stevenson, Treasure Island, illustrazioni di Eleanore Abbott, Philadelphia, G.W. Jacobs & Company, 1911, OCLC 7602448. Ospitato su Internet Archive.

### Collezioni

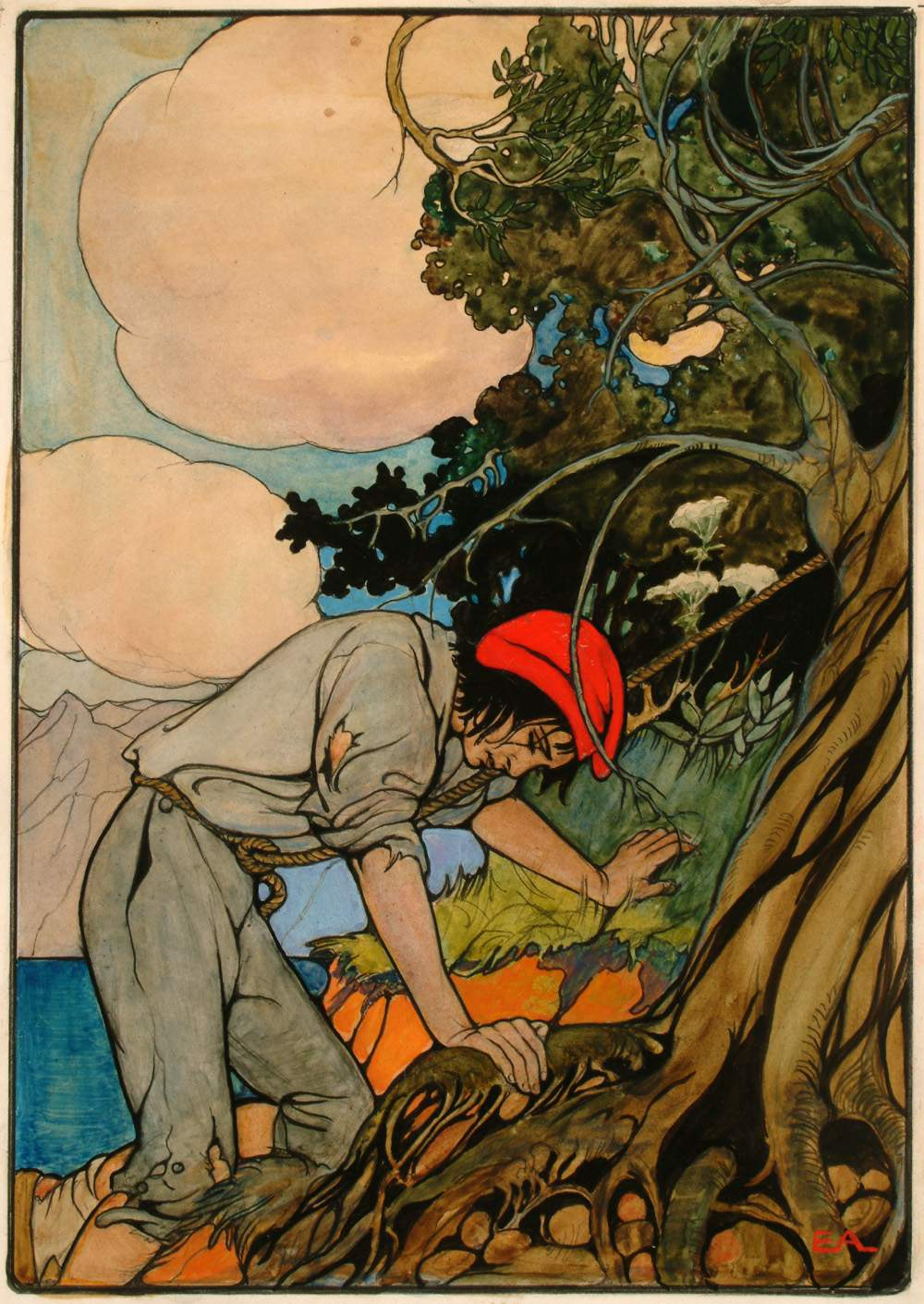
"Now and again I stumbled", in Treasure Island di Robert Louis Stevenson, 1911. Delaware Art Museum.

- Brandywine River Museum, Chadds Ford, Pennsylvania
  - I Was Despairing When the Bird Returned, 1914 circa, acquarello su tavola per Swiss Family Robinson[2]
  - On a Rude Throne Sat the Mother, 1914 circa, acquarello su tavola per Swiss Family Robinson[3]
  - The Cluster of Grapes Were Ripe and Rich, 1914 circa, acquarello su tavola per Robinson Crusoe[4]
  - The Monkey Resumed His Place, 1914 circa, acquarello su tavola per Swiss Family Robinson[5]
  - Louise Porter (ritratto), 1932 circa, olio su tela[6]
  - Presently I Found I Was Holding to a Spar, 1913 circa, acquarello su tavola per Kidnapped[7]
  - We Retired to Our Airy Castle, 1914, acquarello su tavola per Swiss Family Robinson[8]
- Delaware Art Museum, Wilimington
  - I Was Awakened by the Light of a Hand Lantern Shining in My Face, 1911, guazzo su carta per Treasure Island[9]
  - Now and Again I Stumbled, 1911, guazzo su carta per Treasure Island[10]
  - One Glance Was Sufficient, 1911, acquarello su tavola per Treasure Island[11]
  - Tell Me Straight Or I'll Break Your Arm, 1911, acquarello su tavola per Treasure Island[12]
  - When I Waked, It Was Broad Daylight, 1911, guazzo su carta per Treasure Island[13]
- Pennsylvania Academy of the Fine Arts, Philadelphia
  - The Dance, 1896-1897, pittura murale[14]